# أرتيوم فيليبوسيان
أرتيوم فيليبوسيان (بالروسية: Артём Филипосян) (مواليد 6 يناير 1988) هو لاعب كرة قدم أوزبكي من أصل أرمني. يلعب حاليا لصالح نادي بونيودكور. يجيد اللعب في خط الدفاع.

## وصلات خارجية
- أرتيوم فيليبوسيان على موقع الاتحاد الدولي (مؤرشف)  (الإنجليزية)
- أرتيوم فيليبوسيان على موقع قاعدة بيانات كرة القدم.إي يو (الإنجليزية)
- أرتيوم فيليبوسيان على موقع ناشيونال فوتبول تيمز (الإنجليزية)
- أرتيوم فيليبوسيان على موقع Soccerway.com (الإنجليزية)
- أرتيوم فيليبوسيان على موقع عالم كرة القدم.نت (الإنجليزية)
- أرتيوم فيليبوسيان على موقع كووورة
- أرتيوم فيليبوسيان على soccerway.com